# Gary Cloutier

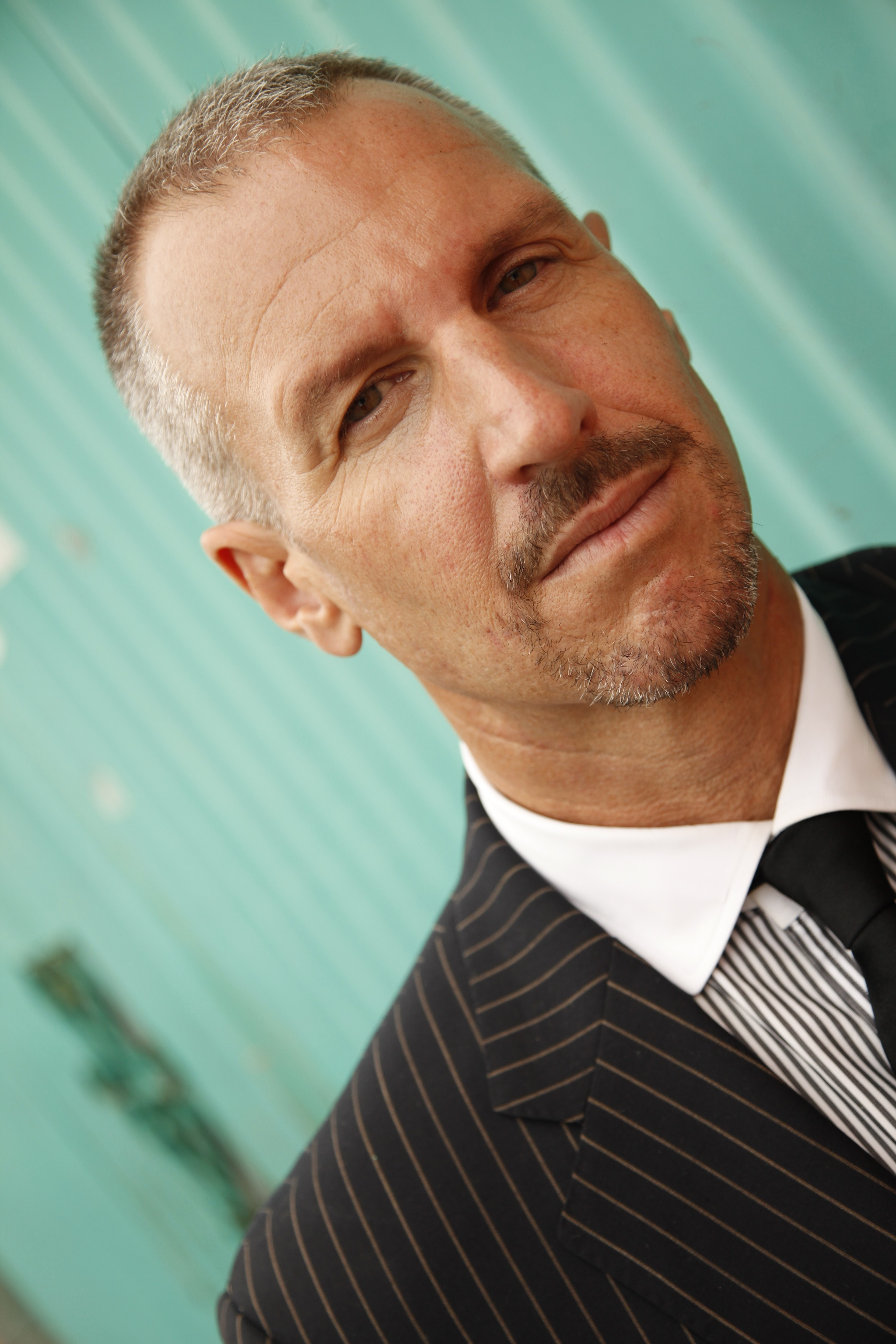

Gary Cloutier là một nhà hoạt động công dân và trước đây được bầu làm thị trưởng của Vallejo, California. Được bầu vào ngày 21 tháng 11 năm 2007 và tuyên thệ vào ngày 4 tháng 12 năm 2007, ông được thay thế vào ngày 7 tháng 12 khi đối thủ của ông, Osby Davis, yêu cầu một bản tường thuật cho thấy Davis đã giành chiến thắng trong cuộc bầu cử.

## Hậu quả
Sau cuộc đua thị trưởng Vallejo, Cloutier chuyển sang làm trợ lý cho Thị trưởng và Ủy viên của Thành phố Miami Beach.
Năm 2010, ông xuất bản một cuốn sách, Rough Point, về kinh nghiệm của mình như là một vận động viên, luật sư dân sự và chính trị gia.
Ông cũng bắt đầu duy trì một blog, "Among The Hogs," đó là dành riêng cho nghệ thuật sống tốt trong một nền dân chủ lớn.
Vào tháng 3 năm 2012, ông được giới thiệu vào Nhà thi đấu thể thao trường trung học miền Tây.